# Bert Lytell
Pour les articles homonymes, voir Lytell.
Bertram « Bert » Lytell est un acteur, producteur (de cinéma et de théâtre), réalisateur et scénariste américain, né le 24 février 1885 à New York (État de New York), ville où il est mort le 28 septembre 1954.

## Biographie

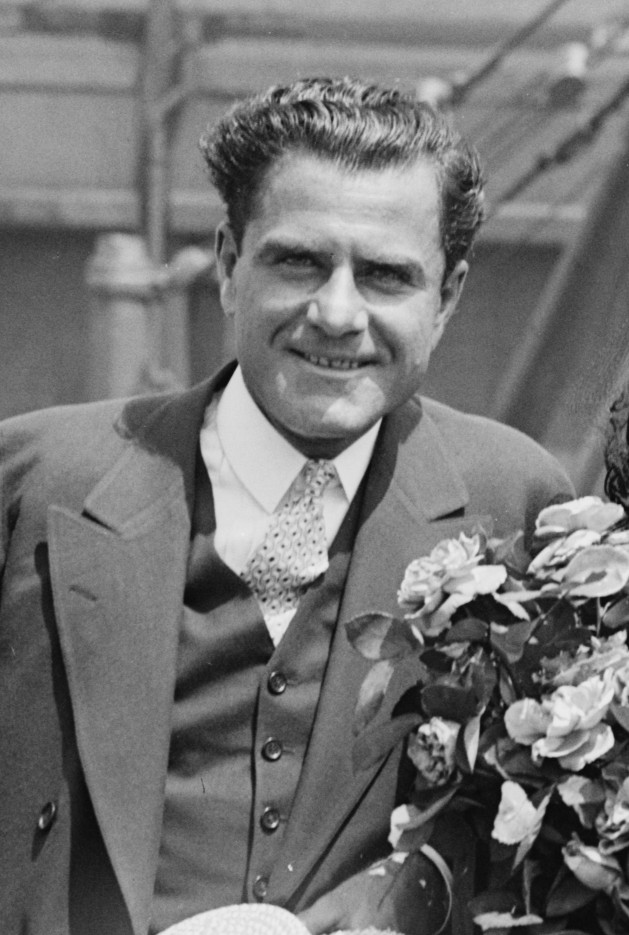
En 1924

Au cinéma, Bert Lytell est surtout actif durant la période du muet, apparaissant alors dans quarante-neuf films américains, sortis de 1917 à 1927. Puis il tient le premier rôle dans seulement cinq films parlants, le premier sorti en 1928 (On Trial d'Archie Mayo, avec Pauline Frederick), le dernier en 1931 (The Single Sin de William Nigh, avec Kay Johnson).
Au nombre de ses autres partenaires féminines, citons Betty Compson (deux films en 1922, dont Le Favori d'un roi (en) de George Fitzmaurice), Alice Lake (trois films), Barbara La Marr (deux films), May McAvoy (Le Favori d'un roi et L'Éventail de Lady Windermere d'Ernst Lubitsch en 1925), Irene Rich (deux films en 1925, dont le pré-cité), Rosemary Theby (cinq films), Virginia Valli (quatre films), Lois Wilson (deux films, dont On Trial déjà nommé), ou encore Claire Windsor (trois films), cette dernière un temps sa première épouse.
Mentionnons aussi deux caméos, d'abord dans le court métrage Les Bijoux volés de William C. McGann (1931, avec Wallace Beery et Buster Keaton), enfin dans Le Cabaret des étoiles de Frank Borzage (1943).
Après son retrait du grand écran, Bert Lytell poursuit sa carrière d'acteur au théâtre. En particulier, il joue jusqu'en 1946 à Broadway, où il avait débuté en 1914. Sur les planches new-yorkaises, outre des pièces (notamment aux côtés de Kirk Douglas, Ruth Gordon, Otto Preminger et Margaret Sullavan), il participe à la création en 1941 de la comédie musicale Lady in the Dark, sur une musique de Kurt Weill, avec Gertrude Lawrence dans le rôle-titre.
Il apparaît également à la télévision de 1948 à 1953, dans six séries, dont Tales of Tomorrow (un épisode, 1951).
En marge de ses activités d'acteur, Bert Lytell est réalisateur (Along Came Love en 1936, avec Charles Starrett et H. B. Warner), producteur (une pièce représentée à Broadway en 1934-1935 ; un film en 1936) et scénariste (deux films muets en 1918).
Pour sa contribution au cinéma, une étoile lui est dédiée sur le Walk of Fame d'Hollywood Boulevard. Son frère Wilfred Lytell, lui aussi acteur, meurt quelques jours avant lui.

## Filmographie partielle
(comme acteur, sauf mention contraire ou complémentaire)

### Au cinéma

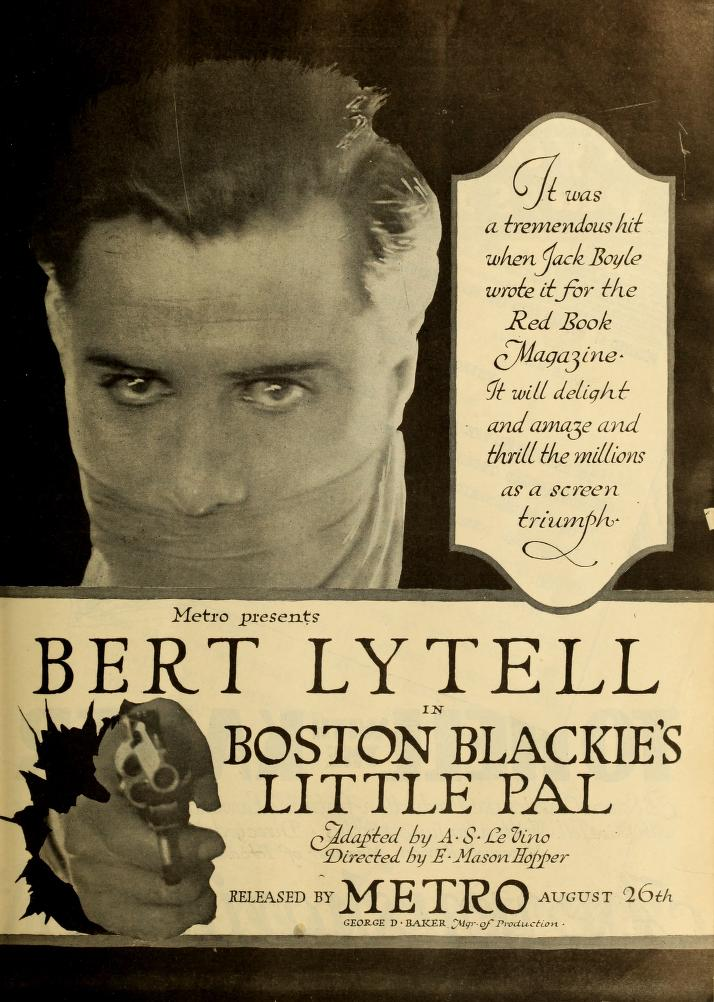
Boston Blackie's Little Pal (1918)

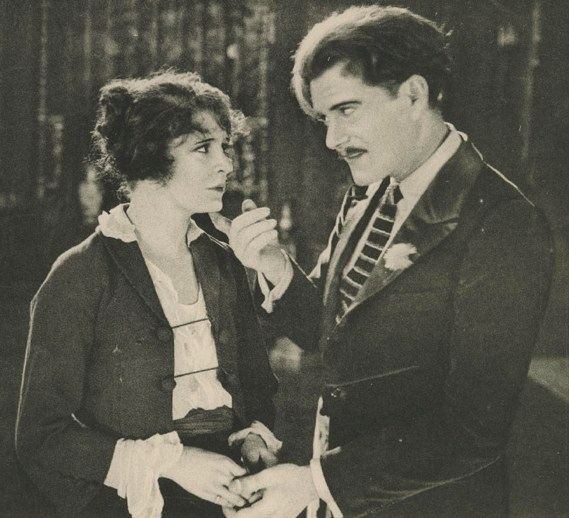
Avec Alice Lake, dans Lombardi, Ltd.
(1919, photo promotionnelle)

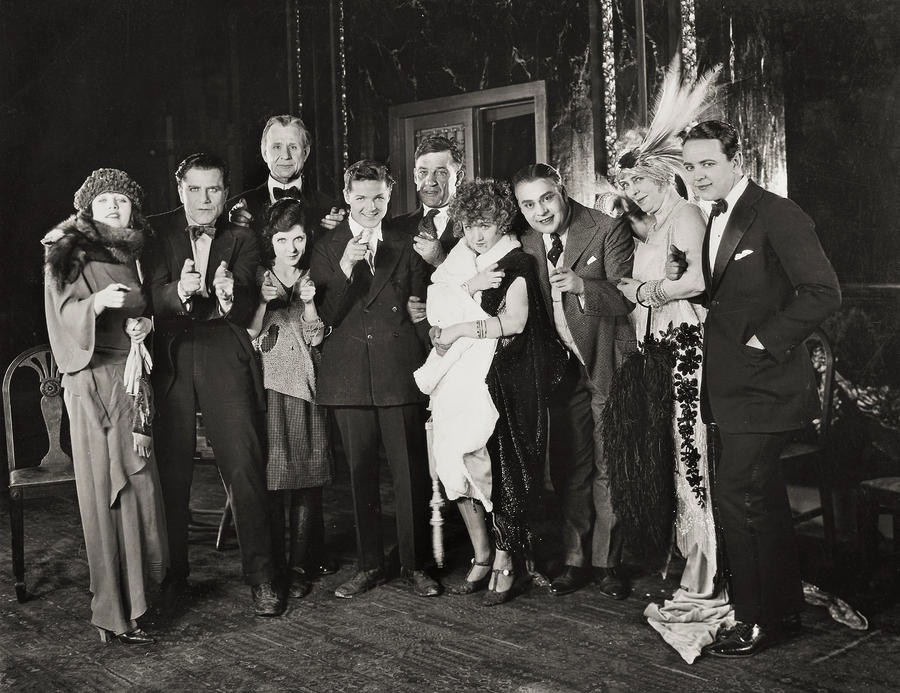
De g. à d. : Betty Compson, Bert Lytell, Charles Ogle, May McAvoy, Gareth Hughes, Walter Long, Kathleen Clifford, Jed Prouty, Mayme Kelso et Robert Agnew, dans Kick In (1922, photo promotionnelle)

- 1917 : La Cigarette révélatrice (The Lone Wolf) d'Herbert Brenon
- 1918 : No Man's Land de Will S. Davis (+ scénariste)
- 1918 : The Trail to Yesterday d'Edwin Carewe
- 1918 : Hitting the High Spots de Charles Swickard (+ scénariste)
- 1918 : Boston Blackie's Little Pal d'E. Mason Hopper
- 1919 : The Lion's Den (en) de George D. Baker
- 1919 : L'Express 330 (Easy to make Money) d'Edwin Carewe
- 1919 : One-Thing-At-a-Time O'Day de John Ince
- 1919 : Lombardi, Ltd. de Jack Conway
- 1920 : The Right of Way (en) de John Francis Dillon
- 1920 : The Price of Redemption de Dallas M. Fitzgerald
- 1920 : The Misleading Lady de George Irving et George Terwilliger
- 1921 : Alias Ladyfingers de Bayard Veiller
- 1921 : The Man Who de Maxwell Karger
- 1922 : Le Favori d'un roi (To Have and to Hold) de George Fitzmaurice
- 1922 : The Right That Failed de Bayard Veiller
- 1922 : Kick In de George Fitzmaurice
- 1923 : Le Roman d'une reine (Rupert of Hentzau) de Victor Heerman
- 1923 : The Meanest Man in the World d'Edward F. Cline
- 1923 : La Ville éternelle (The Eternal City) de George Fitzmaurice
- 1924 : A Son of the Sahara d'Edwin Carewe
- 1924 : Born Rich de William Nigh
- 1924 : Sandra d'Arthur H. Sawyer
- 1925 : The Boomerang de Louis Gasnier
- 1925 : La Frontière humaine (Never the Twain Shall Meet) de Maurice Tourneur
- 1925 : Eve's Lover de Roy Del Ruth
- 1925 : L'Éventail de Lady Windermere (Lady Windermere's Fan) de Ernst Lubitsch
- 1926 : The Lone Wolf Returns de Ralph Ince
- 1926 : That Model from Paris de Louis J. Gasnier
- 1927 : The First Night de Richard Thorpe
- 1927 : Alias the Lone Wolf de Edward H. Griffith
- 1928 : En cour d'assises (On Trial) de Archie Mayo
- 1929 : The Lone Wolf's Daughter de Albert S. Rogell
- 1930 : Brothers de Walter Lang
- 1930 : The Last of the Lone Wolf de Richard Boleslawski
- 1931 : The Single Sin de William Nigh
- 1931 : Les Bijoux volés (The Stolen Jools) de William C. McGann (court métrage ; caméo)
- 1936 : Along Came Love (comme réalisateur)
- 1936 : I'd Give My Life d'Edwin L. Marin (comme producteur associé)
- 1943 : Le Cabaret des étoiles (Stage Door Canteen) de Frank Borzage (caméo)

### À la télévision (séries)
- 1948-1949 : The Philco Television Playhouse
  - Saison 1, 45 épisodes : lui-même
- 1951 : Tales of Tomorrow
  - Saison 1, épisode 3 A Child Is Crying de Don Medford
- 1952-1953 : Broadway Television Theatre
  - Saison 2, épisode 14 I Like It Here (1952)
  - Saison 3, épisode 5 Janie (1953)

## Théâtre (à Broadway)
(pièces, comme acteur, sauf mention contraire ou complémentaire)
- 1914-1915 : A Mix-up de Parker A. Lord, avec (et mise en scène par) Marie Dressler
- 1917 : If de Mark Swan
- 1917 : Mary's Ankle de May Tully
- 1928-1929 : Brothers d'Herbert Ashton Jr. (rôle repris dans l'adaptation au cinéma de 1930 : voir filmographie ci-dessus)
- 1931-1932 : A Church Mouse de Ladislaus Fodor, avec Ruth Gordon
- 1933 : Bad Manners de Dana Burnet et William B. Jutte, avec Margaret Sullavan
- 1934-1935 : The First Legion d'Emmet Lavery, avec Charles Coburn, Pedro de Cordoba (+ producteur)
- 1939-1940 : Margin for Error de Clare Boothe Luce, mise en scène d'Otto Preminger, avec Leif Erickson, Sam Levene, Otto Preminger
- 1940 : Return Engagement de Laurence Riley, avec Mady Christians, Alex Nicol
- 1941-1942 : Lady in the Dark, comédie musicale, musique, orchestrations et arrangements de Kurt Weill, lyrics d'Ira Gershwin, livret de Moss Hart, mise en scène de Moss Hart et Hassard Short, costumes d'Irene Sharaff et Hattie Carnegie, direction musicale de Maurice Abravanel, avec Gertrude Lawrence, Macdonald Carey, Danny Kaye, Victor Mature (Willard Parker en remplacement), Natalie Schafer
- 1945 : The Wind Is Ninety de Ralph Nelson, avec Wendell Corey, Kirk Douglas, Blanche Yurka
- 1946 : I Like It Here d'A.B. Sheffrin